# Aconitum azumiense
Aconitum azumiense Kadota & Hashido.  är en ranunkelväxt som beskrevs av Yuichi Kadota och Yasuyuki Hashidoko.
Aconitum azumiense ingår i släktet stormhattar och familjen ranunkelväxter.
Inga underarter finns listade i Catalogue of Life.

## Beskrivning
Kromosomtal 2n = 32.